# Drapeau du Haut-Karabagh
Le drapeau du Haut-Karabagh est basé sur le drapeau de l'Arménie avec les mêmes bandes horizontales rouge, bleue et orange. Il se différencie par la présence d'un chevron en gradins.

## Présentation

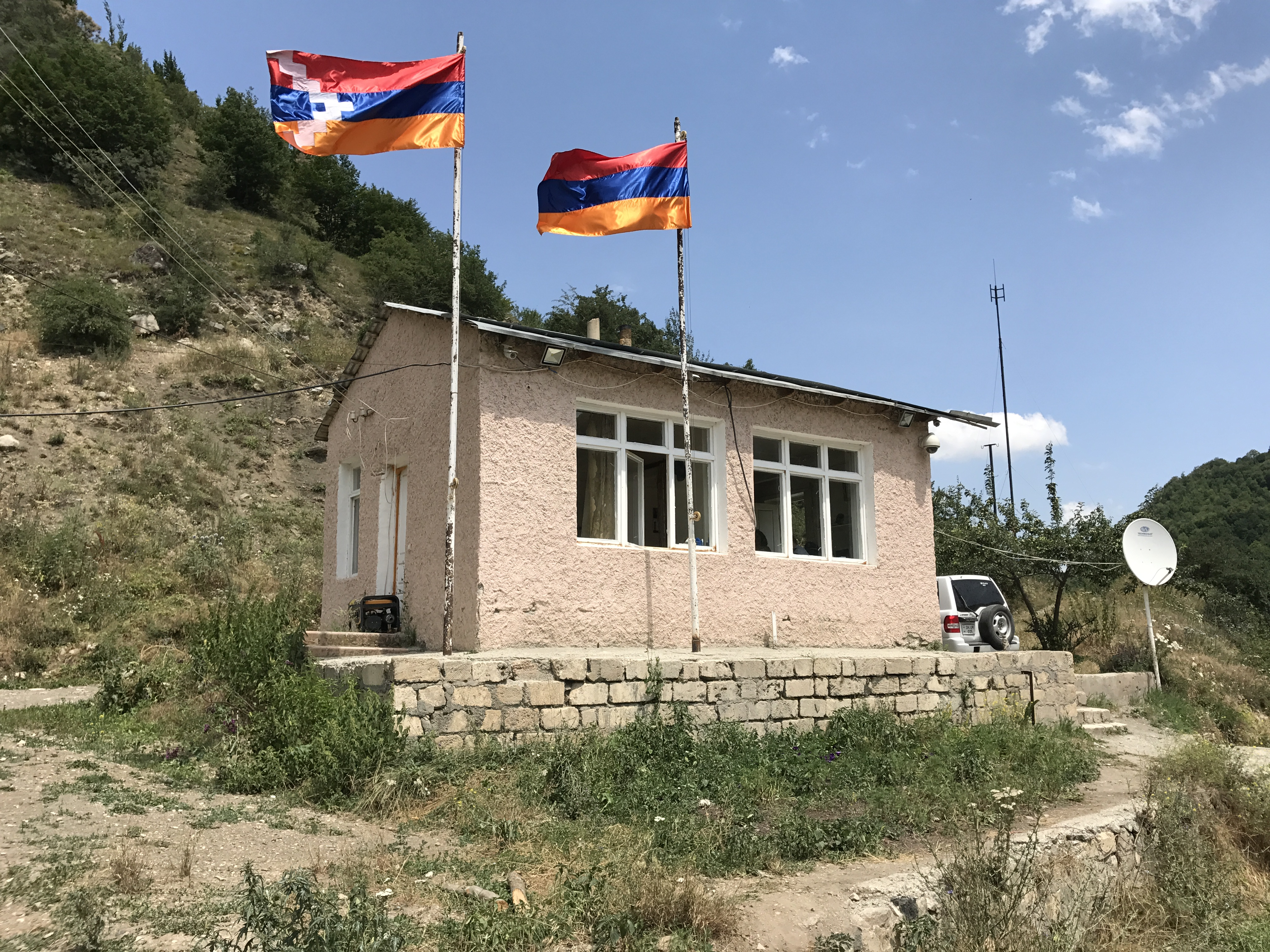
Drapeau du Haut-Karabagh à un poste-frontière avec l'Arménie sur la route Vardenis-Mardakert.

Le drapeau est décrit à l'article 16 de la Constitution de la république du Haut-Karabagh adopté lors du référendum du 10 décembre 2006, comme suit:

« Le drapeau national de la République du Haut-Karabakh est un drapeau tricolore avec des bandes horizontales égales rouge en haut, bleu au milieu et orange en bas avec un motif blanc à cinq dents en gradins sur le drapeau qui commence aux deux bords du côté droit de l'étoffe et est connecté sur un tiers du drapeau. La loi stipule la description détaillée du drapeau. »

Les mêmes symboles sont prescrits dans un libellé légèrement différent dans la Constitution de 2017.
Le chevron symbolise la séparation du Haut-Karabagh de l'Arménie.

## Polémique
Le statut du Haut-Karabagh est l'objet de controverses en Azerbaïdjan et de tensions entre ce pays et l'Arménie. En octobre 2019, un match de ligue Europa de football opposant le club luxembourgeois F91 Dudelange au club azerbaïdjanais Qarabağ FK est  interrompu par l’arbitre après le survol du terrain par un drone portant le drapeau de la république séparatiste dans le stade Josy-Barthel à Luxembourg.